# Західні сефарди
За́хідні сефа́рди (івр. יהדות פורטוגל‬; англ. Western Sephardim), або іспа́но-португа́льські євреї (англ. Spanish and Portuguese Jews) — етнографічна група єврейського народу з Піренейського півострова. Підгрупа сефардів. Охоплює іспанських і португальських євреїв, нащадків тих, які мешкали на іспано-португальських теренах до Реконкісти. Внаслідок вигнання юдеїв з Іспанії (1492) та Португалії (1497) частина сефардів виїхала до Османської імперії, де вони дали початок так званим східним сефардам. Західні сефарди, що лишилася на Піренейському півострові, були змушені прийняти християнство згідно з місцевим законодавством. Вони отримали назву «нових християн», але вважалися нелояльними підданими й були об'єктами дискримінаційної політики іспанського й португальського урядів протягом XVI—XIX століть. Місцеве населення ставилося до них вороже; їм був закритий доступ до важливих суспільних світських і церковних посад. Частина сефардів були криптоюдеями, тому державні органи влади, насамперед іспанська та португальська інквізиції, постійно наглядали за ними. У XVII столітті значна частина «нових християн» покинула Піренейський півострів, виїхавши до іспанських і португальських колоній в Америці й Азії, а також до європейських країн: Голландії, Італії, Британії, Німеччини, Польщі тощо. У протестантських країнах західні сефарди зреклися християнства, повернувшись до своєї батьківської віри. Найстаріші єврейські спільноти в США засновано саме західними сефардами, зокрема Іспано-португальська синагога в Нью-Йорку (1654). У західно-сефардських громадах збереглися особливі релігійні практики юдаїзму, що існували в Іспанії та Португалії до XV століття. Серед відомих осіб, нащадків західних сефардів, — венесуельський президент Ніколас Мадуро, американський юрист Бенджамін Натан Кардозо та інші.

## Персоналії
- Барух Спіноза — філософ.
- Каміль Піссарро — художник.
- Бенджамін Натан Кардозо — юрист.
- Абрахам Пайс — фізик.
- П'єр Мендес-Франс — прем'єр Франції.
- Ніколас Мадуро — президент Венесуели.